# Mireia sternalis
Mireia sternalis är en skalbaggsart som beskrevs av Ruter 1953. Mireia sternalis ingår i släktet Mireia och familjen Cetoniidae. Inga underarter finns listade i Catalogue of Life.